# 500 Marquette
500 Marquette es eidificio de gran altura situado en 500 Marquette Avenue NW en el centro de Albuquerque, la ciudad más poblada de Nuevo México (Estados Unidos). Tiene 15 pisos y mide 71,7 m de altua. Fue diseñado por Dwayne Lewis Architects y se completó en 1986. Es el cuarto edificio más alto de la ciudad.
El piso superior albergaba el Albuquerque Petroleum Club, un club de comidas solo para miembros que cerró en 2007. Durante la década de 1990, 500 Marquette era propiedad y estaba administrado por EQ Office, con sede en Chicago.

## Historia
500 Marquette fue construido por Cavan Associates of Phoenix e inaugurado en 1986, con un costo de alrededor de 45 millones de dólares en total. Parte del proyecto fue un garaje de estacionamiento adjunto, también destinado a servir al City-County Building recientemente terminado a través de una pasarela peatonal sobre la calle 5. La ciudad negoció un trato para arrendar aproximadamente la mitad del garaje para ese propósito. El edificio tuvo problemas financieros y entró en ejecución hipotecaria en 1989. Más tarde ese año se vendió a EQ Office . El condado de Bernalillo estaba en negociaciones para comprarlo en 2008, pero terminó retirándose del trato debido al empeoramiento de la crisis financiera en ese momento.

## Arquitectura
500 Marquette mide 72 m altura y tiene 15 pisos, lo que lo convierte en el cuarto edificio más alto de Albuquerque. Diseñado por Dwayne G. Lewis Architects, consta de un bloque trapezoidal de 11 pisos en voladizo sobre un atrio de vidrio de cuatro pisos, con un estacionamiento de cinco niveles que se extiende hacia el sur a lo largo de 6th Street. Tiene retranqueos en los pisos 8 y 10 y tres balcones en las esquinas del piso 5 al 7. En frente de la entrada hay una escultura de bronce de 4 m de Allan Houser titulada The Future—Chiricahua Apache Family (El futuro: la familia Chiricahua Apache).